# Kenneth Baker
Kenneth Baker è un personaggio immaginario del videogioco Metal Gear Solid ideato da Hideo Kojima.

## Storia
Kenneth Baker è stato il presidente della ArmsTech, una delle società di maggior successo nel campo delle armi.
Nei primi anni 2000, la sua società avviò, assieme alla DARPA, lo sviluppo dell'arma chiamata Metal Gear REX al fine di recuperare le perdite finanziarie che l'avevano colpita per la perdita di alcuni contratti in favore delle società rivali. Riuscì a convincere, o per meglio dire a corrompere, Donald Anderson, allora capo della DARPA, a partecipare allo sviluppo dell'arma, classificandolo come Progetto Nero e conservando tutti i dati sullo sviluppo del REX nei suoi file personali.
In Metal Gear Solid, Solid Snake (il protagonista) è inviato a salvare Baker. Egli risulta infatti essere prigioniero di un gruppo di terroristi capeggiato dal nemico e fratello di Solid, cioè Liquid Snake. In principio, quando Snake lo trova, è legato tra quattro pilastri, in una stanza piena di esplosivo al plastico di tipo C-4, incapace di muoversi. Il C-4 infatti è collegato alle funi che lo avvolgono come in una ragnatela, perciò muovendosi potrebbe far saltare le cariche e rimetterci la vita.
È vittima di torture da parte di Revolver Ocelot, in quanto in presunto possesso di un codice di lancio nucleare molto importante per i terroristi.
(Kenneth Baker, riferito a Ocelot)
Tutto ciò finisce quando Snake lo trova, e con l'inaspettato acrobatico aiuto di Gray Fox (fino a quel momento non ancora identificato) Baker è finalmente libero e ignaro del suo destino.
Purtroppo infatti muore pochi minuti dopo colpito da FOXDIE (un virus creato in laboratorio), durante un'importante discussione con Snake.
Baker ricompare in Metal Gear Solid: The Twin Snakes per Nintendo GameCube e in Metal Gear Solid: Digital Graphic Novel per PlayStation Portable.
In Metal Gear Solid 4: Guns of the Patriots, dopo il ritorno a Shadow Moses, è possibile fotografare il fantasma di Baker, proprio come quello di altri vecchi personaggi della serie.